# شاهین جنگلی سربی
شاهین جنگلی سربی (نام علمی: Micrastur plumbeus) یک پرنده شکاری از خانواده شاهینان است که تنها در منطقه Choco در کلمبیا و اکوادور یافت می‌شود. این پرنده کمیاب اغلب دیده نشده است که مطالعه آن را پیچیده می‌کند. برای مدت طولانی، آن را به عنوان بخشی از شاهین‌های جنگلی خطدار در نظر می گرفتند، اما اکنون به عنوان یک گونه خاص خود شناخته می‌شود. در حال حاضر، به سبب ناپایداری زیستگاهش که جنگل‌زدایی آن را تهدید می‌کند، گونه‌ای آسیب‌پذیر یه شمار می‌رود.